# Carpignano Sesia
Carpignano Sesia är en ort och kommun i provinsen Novara i regionen Piemonte i Italien. Kommunen hade 2 518 invånare (2018).